# Appelle-moi Jen
 (janvier 2021).
La mise en forme du texte ne suit pas les recommandations de Wikipédia : il faut le « wikifier ».
Les points d'amélioration suivants sont les cas les plus fréquents :
- Les titres sont pré-formatés par le logiciel. Ils ne sont ni en capitales, ni en gras.
- Le texte ne doit pas être écrit en capitales (les noms de famille non plus), ni en gras, ni en italique, ni en « petit »…
- Le gras n'est utilisé que pour surligner le titre de l'article dans l'introduction, une seule fois.
- L'italique est rarement utilisé : mots en langue étrangère, titres d'œuvres, noms de bateaux, etc.
- Les citations ne sont pas en italique mais en corps de texte normal. Elles sont entourées par des guillemets français : « et ».
- Les listes à puces sont à éviter, des paragraphes rédigés étant largement préférés. Les tableaux sont à réserver à la présentation de données structurées (résultats, etc.).
- Les appels de note de bas de page (petits chiffres en exposant, introduits par l'outil «  Source ») sont à placer entre la fin de phrase et le point final[comme ça].
- Les liens internes (vers d'autres articles de Wikipédia) sont à choisir avec parcimonie. Créez des liens vers des articles approfondissant le sujet. Les termes génériques sans rapport avec le sujet sont à éviter, ainsi que les répétitions de liens vers un même terme.
- Les liens externes sont à placer uniquement dans une section « Liens externes », à la fin de l'article. Ces liens sont à choisir avec parcimonie suivant les règles définies. Si un lien sert de source à l'article, son insertion dans le texte est à faire par les notes de bas de page.
- La présentation des références doit suivre les conventions bibliographiques. Il est recommandé d'utiliser les modèles {{Ouvrage}}, {{Chapitre}}, {{Article}}, {{Lien web}} et/ou {{Bibliographie}}. Le mode d'édition visuel peut mettre en forme automatiquement les références.
- Insérer une infobox (cadre d'informations à droite) n'est pas obligatoire pour parachever la mise en page.

Pour une aide détaillée, merci de consulter Aide:Wikification.
Si vous pensez que ces points ont été résolus, vous pouvez retirer ce bandeau et améliorer la mise en forme d'un autre article.
 (janvier 2021).
Albums de Jenifer
Lunatique
(2007) L'Amour et moi
(2012)
Singles
1. Je danse
Sortie : 20 septembre 2010
2. L'Envers du paradis
Sortie : 7 mars 2011
3. L'Amour fou
Sortie : 29 août 2011

Appelle-moi Jen est le quatrième album studio de la chanteuse française Jenifer.
Cet album aux influences pop et eighties est sorti le 22 novembre 2010 sur les plateformes de téléchargement et le 29 novembre en version physique, soit 3 ans après son précédent album studio Lunatique.
Il s'est écoulé à 100 000 exemplaires en France, en Belgique et en Suisse, porté par les singles Je danse, L'Envers du paradis et L'Amour fou. Une réédition est parue le 30 janvier 2012.
Une tournée, Appelle-moi Jen Tour, a débuté en avril 2011, sillonnant la France, la Belgique, la Suisse et Israël.

## Critiques
Appelle moi Jen est salué par la majorité de la presse qui met en avant l'originalité de l'opus et l'évolution positive de Jenifer. C'est l'album de Jenifer qui reçoit le plus de critiques positives :
« Un pari Pop réussi » Le parisien
« Une œuvre homogène et originale » Charts in France
« un album teinté d'électro réalisé avec les meilleurs producteurs du moment, un virage musical qui devrait faire taire ses détracteurs. » Metro
« l'album compte encore quelques jolies réussites comme le très sombre et vertigineux « La vérité », le troublant « A peine » flirtant avec l'univers d'une Blondie, l'amusant et faussement naïf « Les Autocollants », ou encore « L'Envers du paradis », un titre d'une belle maturité » Platine
« dansant à souhait et surtout ultra bien réalisé » 20 minutes
« Appelle moi Jen, son dernier opus, stylé et branché, est le meilleur de la pop française du moment » La semaine du Pays basque
« Les mélodies « disco-juste-ce-qu'il-faut » sont inventives et efficaces. Si bien que le spectre des meilleures hits de Kylie Minogue hante le disque du début à la fin.»
« Entre insolence et fantaisie » Rfi musique
« de plus en plus mature, Jenifer nous livre un album artistiquement très abouti » Musiquemag

## Réédition
Deux rééditions ont été commercialisées le 30 janvier 2012 : la version classique, qui contient l'album original et 5 titres live, et la version collector, qui contient l'album original, 4 remixes et 10 titres live. Ces deux versions proposent également la nouvelle version de L'Amour fou, qui fait office de 3e single.

## Liste des titres

### Édition CD + édition limitée + édition slidepack (2010)
| No  | Titre                     | Paroles                  | Musique                        | Durée |
| --- | ------------------------- | ------------------------ | ------------------------------ | ----- |
| 1.  | À peine                   | David Verlant            | Antoine Chance                 | 2:54  |
| 2.  | Je danse                  | Siméo                    | Chat, Florent Lyonnet, Siméo   | 3:14  |
| 3.  | La vérité                 | Jérôme Attal             | Pierrick Devin, Pierre Guimard | 3:46  |
| 4.  | L'Amour fou               | Pierre-Dominique Burgaud | Antoine Chance                 | 2:34  |
| 5.  | Les autocollants          | Pierre-Dominique Burgaud | Philippe Uminski               | 2:04  |
| 6.  | Le dos tourné             | Rose                     | Pierre Guimard                 | 3:03  |
| 7.  | L'Envers du paradis       | Jérôme Attal             | Pierre Guimard                 | 3:33  |
| 8.  | Pole Dance                | Pierre-Dominique Burgaud | Antoine Chance                 | 3:46  |
| 9.  | Pas que ça à faire        | Philippe Reigner         | Feed                           | 2:35  |
| 10. | Le risque                 | Jérôme Attal             | Antoine Chance                 | 3:52  |
| 11. | C'est quand qu'on arrive? | Jérôme Attal             | Pierre Guimard                 | 2:50  |

### Édition numérique (2010)
| No  | Titre               | Durée |
| --- | ------------------- | ----- |
| 1.  | À peine             | 2:54  |
| 2.  | Je danse            | 3:14  |
| 3.  | La vérité           | 3:46  |
| 4.  | L'Amour fou         | 2:34  |
| 5.  | Les autocollants    | 2:04  |
| 6.  | Le dos tourné       | 3:03  |
| 7.  | L'Envers du paradis | 3:33  |
| 8.  | Pole Dance          | 3:46  |
| 9.  | Pas que ça à faire  | 2:35  |
| 10. | Le risque           | 3:52  |

Pistes bonus
| No  | Titre                     | Durée |
| --- | ------------------------- | ----- |
| 11. | Circus                    | 2:29  |
| 12. | Je danse (version longue) | 4:22  |

### Nouvelle édition (2012)
| No  | Titre               | Durée |
| --- | ------------------- | ----- |
| 1.  | À peine             | 2:56  |
| 2.  | Je danse            | 3:16  |
| 3.  | La vérité           | 3:49  |
| 4.  | L'Amour fou         | 2:36  |
| 5.  | Les autocollants    | 2:06  |
| 6.  | Le dos tourné       | 3:05  |
| 7.  | L'Envers du paradis | 3:36  |
| 8.  | Pole Dance          | 3:48  |
| 9.  | Pas que ça à faire  | 2:37  |
| 10. | Le risque           | 3:51  |

Titres bonus
| No  | Titre                               | Durée |
| --- | ----------------------------------- | ----- |
| 11. | L'Amour fou (remix by Mr. Waltmann) | 3:27  |
| 12. | Au soleil (live)                    | 4:56  |
| 13. | Je danse (live)                     | 4:28  |
| 14. | Le Souvenir de ce jour (live)       | 3:26  |
| 15. | Comme un hic (live)                 | 3:51  |
| 16. | Tourner ma page (live)              | 4:52  |

### Nouvelle édition - collector (2012)
CD 1 - Appelle-moi Jen et Remixe-moi Jen
| No  | Titre                               | Durée |
| --- | ----------------------------------- | ----- |
| 1.  | À peine                             | 2:56  |
| 2.  | Je danse                            | 3:16  |
| 3.  | La vérité                           | 3:49  |
| 4.  | L'Amour fou                         | 2:36  |
| 5.  | Les autocollants                    | 2:06  |
| 6.  | Le dos tourné                       | 3:05  |
| 7.  | L'Envers du paradis                 | 3:36  |
| 8.  | Pole Dance                          | 3:48  |
| 9.  | Pas que ça à faire                  | 2:37  |
| 10. | Le risque                           | 3:51  |
| 11. | L'Amour fou (remix by Mr. Waltmann) | 3:27  |
| 12. | Je danse (remix by Drixxxé)         | 4:56  |
| 13. | Je danse (remix by Fortune)         | 4:24  |
| 14. | Je danse (remix by MC Luvin)        | 2:58  |
| 15. | Je danse (remix by We Are Prophet)  | 3:39  |

CD 2 - Rappelle-moi Jen
| No  | Titre                         | Durée |
| --- | ----------------------------- | ----- |
| 1.  | À peine (live)                | 3:32  |
| 2.  | Au soleil (live)              | 4:56  |
| 3.  | Pas que ça à faire (live)     | 2:34  |
| 4.  | Le Souvenir de ce jour (live) | 3:26  |
| 5.  | Comme un hic (live)           | 3:51  |
| 6.  | Je danse (live)               | 4:28  |
| 7.  | Donne-moi le temps (live)     | 4:18  |
| 8.  | J'attends l'amour (live)      | 4:02  |
| 9.  | Ma révolution (live)          | 5:08  |
| 10. | Tourner ma page (live)        | 4:52  |

## Singles
Le premier single extrait de l'album, le dynamique Je danse, est envoyé aux radios en septembre 2010. Il s'est vendu en France à 60 000 copies. En Belgique, il est resté classé 23 semaines, dont 11 semaines dans le top 10, devenant ainsi le single de Jenifer resté classé le plus longtemps dans les charts belges. Il est le 53e single le plus vendu de l'année 2011 en Belgique.
Le second single choisi est L'Envers du paradis, une des trois balades de l'album. Le titre est envoyé aux radios en mars 2011. Il a été classé 5 semaines dans le top 100 des meilleures ventes de singles en France, atteignant la 59e position.
Le troisième single est téléchargeable légalement depuis le 24 octobre. Il s'agit d'une version plus rythmée de L'Amour Fou, le titre préféré de Jenifer. Il a été ré-enregistré et remixé à Londres en septembre 2011 avec l'aide du producteur M. Waltmann. Ce single est disponible sur la réédition d'Appelle-moi Jen.

## Ventes
| Pays     | Meilleure Position | Chiffres de Vente |
| -------- | ------------------ | ----------------- |
| France   | 13                 | 70 000 (or)       |
| Belgique | 10                 | 10 000            |
| Suisse   | -                  | 500               |

## Classement numérique
| Pays   | Meilleure position |
| ------ | ------------------ |
| France | 5                  |